# Noël Lancien
Noël Lancien (* 24. Dezember 1934 in Paris; † 23. Juli 1999 in Mauvages) war ein französischer Komponist, Dirigent und Musikpädagoge.
Lancien, achtes von elf Kindern eines bretonischen Schusters, wurde musikalisch geprägt durch seine Zeit als Mitglied eines Rundfunkchores unter Leitung von Marcel Couraud und seine Lehrer Jacques Besson, Jean  und Robert Planel und Norbert Dufourcq. Am Conservatoire de Paris war er Schüler von Annette Dieudonné (Solfège), Jean-Yves Daniel-Lesur, Henri Challan, Simone Plé-Caussade (Musikpädagogik), Marcel Beaufils (Ästhetik) und Olivier Messiaen. Später studierte er Komposition bei Tony Aubin und Darius Milhaud und Orchesterleitung bei Louis Fourestier.
1958 gewann er mit der einaktigen Oper Une mort de Don Quichotte den Premier Grand Prix de Rome. Nach dem mit dem Preis verbundenen  Aufenthalt in der Villa Medici in Rom und seinem Militärdienst wurde er musikalischer Berater des Club Français du Disque, und 1964 Direktor der Ecole Nationale de Musique et d'Art dramatique in Toulouse, die er grundlegend reformierte. Im gleichen Jahr heiratete er Jeannine Valentin, die Tochter der Pianistin Germaine Thyssens-Valentin, die sich einen Namen als Interpret der Werke Gabriel Faurés gemacht hatte.
1970 übernahm Lancien die Leitung des Konservatoriums von Nancy. Hier richtete er Kurse für die Einführung in die Musik für kleine Kinder, Klassen für Saxophon, Schlagzeug, klassische Gitarre, Cembalo und Chor, für Orchester und Orchesterleitung, Musikanalyse Harmonielehre und Kontrapunkt ein und gründete eine Jazz-Big-Band. 1986 zog das Institut, das sich zum führenden Zentrum der musikalischen Ausbildung in Ostfrankreich entwickelt hatte, in die größeren Räumlichkeiten einer ehemaligen Tabakfabrik um.
Daneben war er in Nancy und international als Dirigent aktiv. Sein Repertoire umfasste die Werke der Klassik und Romantik. Er führte Werke von Mozart und Haydn, Beethoven und Brahms, Berlioz, Debussy, Ravel, Darius Milhaud und Olivier Messiaen auf und dirigierte Uraufführungen von Werken zeitgenössischer Komponisten. Unter anderem arbeitete er mit Solisten wie Maurice André, Pierre Barbizet, Youri Boukoff, Roger Bourdin, Jacqueline Brumaire, Annie Challan, Xavier Darasse, Christian Ferras, Jean-Jacques Kantorow, Alexandre Lagoya, Frédéric Lodéon, Mady Mesplé, Nathan Milstein, Pierre Sancan und Daniel Wayenberg zusammen.
Aus seiner Beschäftigung mit gregorianischem Gesang entstand 1988 das Buch La Modalité grégorienne. 1997 zog er sich von seiner Tätigkeit als Musikpädagoge und Dirigent zurück.

## Werke
- Deux sonnets de Shakespeare für Streicher, Flöte, Oboe, Klarinette, Fagott und Mezzosopran, 1954
- Le bal des champs de M. Desbordes-Valmor für Gesang und Klavier, 1955
- Trois Ballades de François Villon für vierstimmigen gemischten Chor a cappella, 1955
- Chanson de Clément Marot für Chor, 1956
- Suite bretonne für Flöte, Oboe, Harfe und Streichquartett, 1956
- Couples fervents et doux de A. de Noailles für Gesang und Klavier, 1956
- Le mariage forcé, Kantate nach Molière, 1956
- Petite Valse für Klavier, 1956
- Toccata für Klavier, 1956
- 24 harmonisations de chansons populaires für Chor, 1956–74
- 22ème Ode de Ronsard für Gesang und Klavier, 1957
- La Fée Urgèle, Kantate, 1957
- Vantardises d'un marin breton ivre de Max Jacob für Gesang und Klavier, 1958
- Sonate für Klavier und Cello, 1958
- Chantefleurs et Chantefables de Robert Desnos, 1958
- Le cimetière des fous de Paul Eluard für Bass und Orchester, 1958
- Une mort de Don Quichotte, Oper in einem Akt, 1958
- Petite valse für Streichquartett, 1959
- Thème et variations für Cello und Klavier, 1960
- Quatre prières à la Vierge für Sopran und Orchester, 1961
- Concerto für Trompete und Streichorchester, 1961
- Vers à mettre en chant de Boileau für Bariton und Orchester, 1968
- Première Position für Klavier, 1968
- Vocalises für Trompete und Klavier, 1968
- Fuguette für Klavier, 1984
- Toute Petite Suite für Gitarre, 1986
- Ballade des Dames de Nancy d'après François Villon für vierstimmigen gemischten Chor, 1993
- Montes Gelboë, in memoriam Robert Planel für Saxophon und Klavier, 1994